# 威斯羅 (明尼蘇達州)
威斯羅（英語：Withrow）是位於美國明尼蘇達州華盛頓縣的一個鬼鎮。目前被认为是一个独特的住宅和商业区，而不是一个村庄。

## 地理
威斯羅所處的海拔為高於海平面299米（即981英呎），而該地所採用的時區為UTC-6，即北美中部時區（CST）。同時該地設有夏令時間，為UTC-6調快一小時，即UTC-5（CDT）。